# Leptolepides
Leptolepides è un genere estinto di pesci ossei, appartenente ai teleostei. Visse nel Giurassico superiore (Kimmeridgiano/Titoniano, circa 152 - 148 milioni di anni fa) e i suoi resti fossili sono stati ritrovati in Europa. 

## Descrizione
Questo pesce era simile a una piccola sardina o a uno spratto (da qui il nome specifico della specie Leptolepides sprattiformis), e solitamente non superava i 7-8 centimetri di lunghezza. Le pinne pari erano di dimensioni medie, e quella dorsale era piuttosto arretrata; la pinna caudale era profondamente biforcuta. Il cranio era piuttosto allungato, munito di una piccola bocca e di piccolissimi denti; le ossa frontali erano grandi, allungate, ristrette nella parte anteriore e allargate nella parte posteriore. Il complesso mesetmoide del cranio era composto da due ossificazioni di origine endocondrale, il sopraetmoide e l'ipoetmoide. Il vomere era allungato e ricopriva l'estremità anteriore del parasfenoide. Le ossa circumorbitali erano otto: cinque infraorbitali, un antorbitale, un dermosfentico e un sopraorbitale. La premascella era fornita di piccoli denti, allungata e dotata di un corto processo ascendente al livello della sinfisi. Le ossa mascellari erano enormi e dotate di un lungo processo anteriore privo di denti. 

## Classificazione
I fossili di questo animale sono stati ritrovati in grandi quantità nei giacimenti di Eichstaett e Solnhofen (Germania) e Cerin (Francia). I primi fossili vennero descritti con il nome di Clupea sprattiformis da De Blainville nel 1818; successivamente, nel 1844, Louis Agassiz attribuì questi fossili al genere Leptolepis, nella sua opera Recherches sur les Poissons Fossiles; il genere Leptolepis per lungo tempo fu una sorta di "cestino dei rifiuti" per numerosi fossili di pesci teleostei di piccole dimensioni del Giurassico e del Cretaceo. 

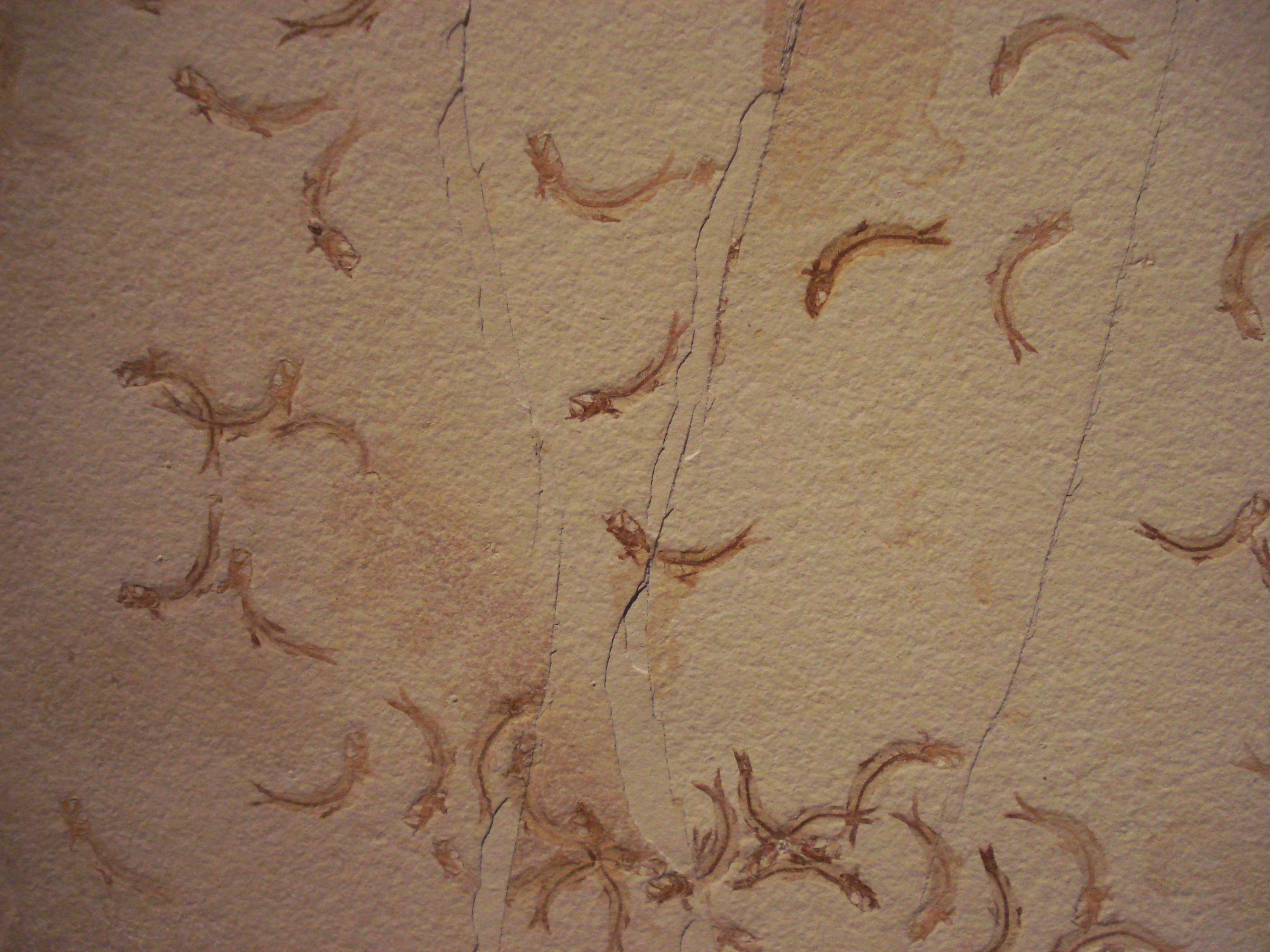
Fossili di Leptolepides sprattiformis

Solo nel 1974 Nybelin istituì il genere Leptolepides per la specie L. sprattiformis; tuttavia, Nybelin mantenne questo genere nella famiglia Leptolepidae. Nel 1997 Gloria Arratia istituì la nuova specie L. haerteisi per alcuni fossili ritrovati nella zona di Zandt. Lo studio della Arratia istituì anche una nuova famiglia Orthogonikleithridae, comprendente Leptolepides e Ortogonikleithrus. Questi pesci sono considerati i più antichi e primitivi rappresentanti degli Euteleostei. 

## Paleobiologia
La specie Leptolepides sprattiformis è la più comune specie di pesci ritrovata a Solnhofen e Cerin, e si rinviene spesso in grandi quantità in singole lastre; ciò suggerisce che questi animali avessero comportamenti gregari. Probabilmente Leptolepides si nutriva di piccole particelle di cibo presenti nelle lagune e veniva predato da numerosi pesci più grandi, tra cui Caturus.